# حسین‌آباد شماره ۳
حسین‌آباد شماره ۳ یک روستا در ایران است که در دهستان شریف‌آباد (سیرجان) واقع شده‌است. حسین‌آباد شماره ۳، ۳۳ نفر جمعیت دارد.